# Codice Robertsbridge

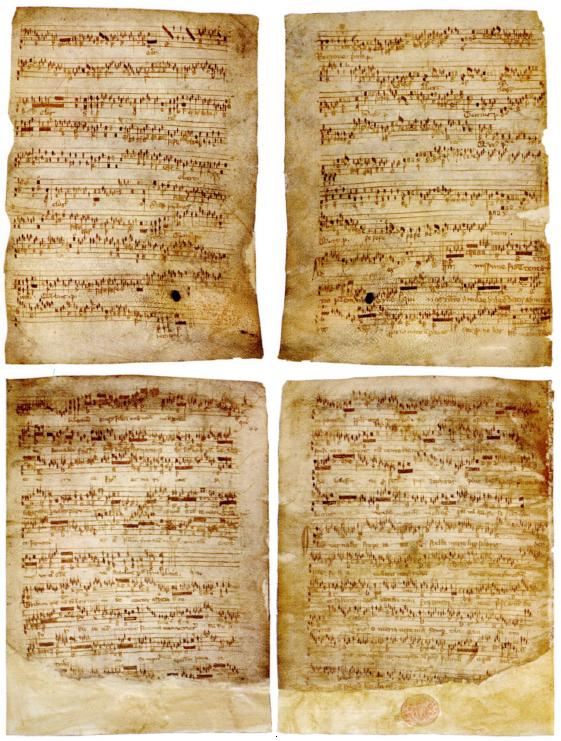
Il Codice Robertsbridge.

Il Codice Robertsbridge è un manoscritto di musica del XIV secolo (1360 ca.) che contiene i più antichi ritrovamenti di musica scritta specificamente per uno strumento a tastiera. Una prima datazione faceva risalire il Codice intorno al 1330, ma ricerche più recenti suggeriscono una data posteriore, di poco dopo il 1350.
Il termine codice è in qualche modo fuorviante, poiché la sezione musicale del reperto comprende solo due fogli, uniti a un più voluminoso manoscritto proveniente da Robertsbridge, nel Sussex, Regno Unito.
Il volume contiene sei pezzi, tre estampie e tre arrangiamenti di mottetti. Due di questi mottetti sono di Philippe de Vitry e provengono dal Roman de Fauvel. Le musiche sono tutte anonime e scritte in intavolatura, la voce superiore come neumi su pentagramma e la voce inferiore in lettere. Le estampie sono a 2 voci, spesso realizzate sotto forma di organum per quinte o hoquetus. Lo strumento probabilmente usato per suonare i brani contenuti nel manoscritto fu l'organo.
Il manoscritto fu considerato italiano e afferente allo stile del Trecento Italiano per il contenuto e il chiaro uso di puncti divisionis (punti di divisione). Oggi gli studiosi attribuiscono al codice origini anglosassoni.
Il Codice Robertsbridge è stato rinvenuto nel 1897 ed è attualmente conservato nella British Library.

## Discografia parziale
- 1973 - The Art of Courtly Love. French secular music (1300-1475): Machaut, Binchois, Dufay - Early Music Consort of London, dir. David Munrow (2CD Virgin Veritas 61284)
- 1975 - Musik der Spielleute - Studio der frühen Musik (Teldec)
- 1976 - Instruments of Middle Ages and Renaissance - Early Music Consort of London, dir. David Munrow (EMI)
- 1979 - A distant mirror. Shakespeare's music - The Folger Consort (Delos DE 1003)
- 1988 - Intabulation and Improvisation in the 14th Century - Ensemble Super librum (Sonclair CD JB 128 836)
- 1988 -Philippe de Vitry: Motets and Chansons. Sequentia (Deutsche Harmonia Mundi 77095)
- 1989 - Danse Royale. French, Anglo-Norman and Latin songs and dances from the 13th century - Ensemble Alcatraz (Elektra Nonesuch 7559 79 240-2)
- 1992 - A l'estampida. Medieval dance music. The Dufay Collective (Avie AV 0015)
- 1993 -  Die Fräuelein von Franken. Musik und Geschichten aus der Zeit der Minnesänger. Capella Antiqua Bambergensis. Wolfgang Spindler (C.A.B. Records CAB-06)
- 1994 - Rue des Jugleors. Jongleurs, ménestrels et goliards de Paris. Musique instrumentale et vocale du XIIe au XIVe siècle. Ensemble Anonymus, dir. Claude Bernatchez (Analekta "Fleur de Lys" FLX 2 3056), OCLC 872307869
- 1999 - French and English instrumental dances in the Middle-Ages. Modo Antiquo, dir. Bettina Hoffmann (Brilliant Classics BRIL 92888.
- 2002 - Sur la terre comme au ciel. Un jardin au Moyen-Âge. Ensemble Discantus et Alla Francesca (Jade 198 796-2)
- 2002 - Fundamentum. The Birth of Keyboard Repertoire. Robertsbridge, Ileborgh, Paumann - Davis Kinsela, chekker, orgue, clavicorde, clavicymbalum, clavicytherium (Organ.o ORO 202) OCLC 223530812